# سوربات الكالسيوم
 سوربات الكالسيوم مركب كيميائي له الصيغة C12H14O4Ca، وهو ملح الكالسسيوم لحمض السوربيك.

## الخواص
- سوربات الكالسيوم عبارة عن مسحوق أبيض ضعيف الانحلالية في الماء، وهو غير منحل في الدهون.
- تحدث لسوربات الكالسيوم عملية حلمهة تدريجية يتحرر خلالها حمض السوربيك الذي يستخدم كمادة حافظة تمنع تشكل العفن والتخمر.
- بما أن سوربات الكالسيوم ملح لحمض دهني فإن المركب يتحلل في الجسم مثل الأحماض الدهنية.

## الاستخدامات
- يستخدم كمادة حافظة للغذاء في الصناعات الغذائية، له رقم الإي E203. بعض الذين لهم حساسية عالية جداً يمكن أن يسبب لهم حمض السوربيك تهيج للأغشية المخاطية. يتراوح معدل الأخذ اليومي من سوربات الكالسيوم من 0 إلى 25 مغ لكل 1 كغ من وزن الجسم.